# Небесный монарх
Небесный монарх (лат. Hypothymis coelestis) — вид птиц семейства монарховых (Monarchidae). Выделяют два подвида. Эндемик Филиппин.

## Описание
Небесный монарх — небольшая, стройная птица длиной до 18 см. Гребень на голове из щетинок в спокойном состоянии свисает в виде кисточки. Самцы поднимают гребень при возбуждении и опасности. Грудь, шея и хвост имеют цвет индиго. Крылья бирюзового цвета. Корона и гребень бледно-голубые. Окологлазное кольцо жёлтого цвета. Брюхо белое. Выражен половой диморфизм, самцы имеют гораздо более длинные гребни и более интенсивную окраску в целом по сравнению с самками.
Обитает в средних ярусах тропических влажных низменных лесов, на опушках и во вторичных лесах. Встречается на высоте до 750 м над уровнем моря, обычно намного ниже. Основу рациона составляют насекомые.

## Подвиды и распространение
Выделяют два подвида:
- H. c. coelestis Tweeddale, 1877 — острова Лусон, Самар, Динагат, Минданао, Басилан и Тави-Тави
- H. c. rabori Rand, 1970 — острова Сибуян и Негрос. Этот подвид не был зарегистрирован на Негросе с 1959 года и на Сибуяне в 1990-х годах и, возможно, вымер

## Природоохранный статус
Международный союз охраны природы относит вид к категории «Уязвимые виды» в связи с тем, что численность популяции этого вида очень мала в результате широкомасштабного сокращения площади и качества лесов в пределах его ареала в прошлом.